# Killer List of Videogames
Die Killer List of Videogames (abgekürzt KLOV) ist eine Website, die sich der Katalogisierung von Arcade-Spielen aus Vergangenheit und Gegenwart widmet. Sie bildet die Videospiel-Abteilung des International Arcade Museum und wird in großem Umfange von Sammlern und Spielefans aus aller Welt genutzt, da es die mit Abstand größte Datenbank zum Thema im Internet bereitstellt (im Mai 2010 waren es etwa 18.000 Titel).
Trotz des Wortes „Videogames“ im Titel sammelt die KLOV nur Spiele, die in Form von Münzautomaten erschienen sind, im Unterschied zur MobyGames-Seite, die auch andere Videospiele wie Konsolen- und Computerspiele katalogisiert.
Die KLOV stellt Bilder von Automatengehäusen, Bedienelementen, Bildschirmfotos und teilweise 3D-Modelle der Automaten bereit. Daneben finden sich technische Daten zu den Geräten, Spielebeschreibungen, Informationen zu den Gehäusen, Listen von Cheats, Tricks und Bugs, Trivia, Reparaturratschläge und Besprechungen zur Nachwirkung von Spielen in der Arcade-Kultur (wie Fortsetzungen und andere Spiele, die vom jeweiligen Gegenstand inspiriert wurden). Manche Einträge enthalten sogar das komplette technische Handbuch zum Spielautomaten zum Herunterladen.
Besonderer Schwerpunkt der KLOV sind klassische Spiele, also solche, die während der Goldenen Ära der Arcade-Spiele erschienen sind. Aber auch die meisten neueren Spiele besitzen einen Eintrag, wenn auch die Informationen zu diesen oft lückenhaft sind.
Die Website veröffentlicht Neuigkeiten zum Thema, präsentiert einzelne Spiele in der Rubrik Machine of the Moment und enthält die Top 100 Videogames als Liste der besten bzw. einflussreichsten Arcade-Spiele. Daneben gibt es Webforen, wo Sammler, Fans und Experten Fragen zu Arcade-Spielen und -Automaten diskutieren.
Eine ähnliche Seite ist Arcade-history.com, die es auch als history.dat-Datei für den Emulator MAME gibt.